# Fyrd
Un fyrd (pronunciació en anglès antic: [fyrˠd]) era un tipus d'exèrcit anglosaxó primerenc que es mobilitzava des d'homes lliures o homes pagats per defensar la propietat dels seus senyors de Shire, o de representants seleccionats per unir-se a una expedició reial. El servei al fyrd solia ser de curta durada i s'esperava que els participants portessin les seves pròpies armes i provisions. La composició del fyrd va evolucionar durant els anys, particularment com a reacció a les incursions i invasions dels vikings. El sistema de defensa i reclutament es va reorganitzar durant el regnat d'Alfred el Gran, que va establir 33 ciutats fortificades (o burhs) al seu regne de Wessex. La quantitat de tributació necessària per mantenir cada ciutat es va establir en un document conegut com a Burghal Hidage. Cada senyor tenia la seva propietat individual de terres avaluada en hides. Basat en les seves possessions de terres, havien de contribuir amb homes i armes per mantenir i defensar els burhs. L'incompliment d'aquest requisit pot comportar sancions severes.
En última instància, el fyrd consistia en un nucli de soldats experimentats que serien complementats per vilatans i pagesos ordinaris de les contrades que acompanyarien els seus senyors.

## Definicions
Els governants germànics de la Gran Bretanya de l'Alta edat mitjana es basaven en la infanteria subministrada per una lleva local o fyrd i era sobre aquest sistema que depenia el poder militar dels diversos regnes de la primera Anglaterra anglosaxona. En documents anglosaxons, el servei militar es pot expressar com fyrd-faru, fyrd-foereld, fyrd-socne o simplement fyrd. El fyrd era una milícia local a la contrada anglosaxona, en la qual havien de servir tots els homes lliures. Els qui rebutjaven el servei militar estaven subjectes a multes o pèrdues de la seva terra. Segons les lleis d'Ine:
| « | Si un noble que posseeix terres descuida el servei militar, pagarà 120 xílings i perdrà la seva terra; un noble que no tingui terres pagarà 60 xílings; un plebeu pagarà una multa de 30 xílings per negligència del servei militar.. | » |

Era responsabilitat del fyrd local fer front a les incursions locals. El rei podia convocar la milícia nacional per defensar el regne, però, en el cas de les incursions, sobretot per part dels vikings, els problemes de comunicació i de subministrament feien que la milícia nacional no es pogués reunir prou ràpidament, de manera que poques vegades es convocava .
Els historiadors estan dividits sobre les persones que formaven part del fyrd. Era el cos dels camperols tan diferent dels thegns i dels mercenaris? Es tractava de camperols i els thegns junts? O era una combinació de tots tres? Inicialment hauria estat probablement una força totalment d'infanteria. No obstant això, des de l'època d'Alfred hi hauria hagut una força d'infanteria muntada, que podia galopar ràpidament cap a qualsevol punt de problemes, desmuntar i expulsar qualsevol força d'atac. A més, després de la reorganització d'Alfred hi havia dos elements en el seu exèrcit. El primer conegut com a fyrd-escollit era, molt probablement, una força estrictament reial d'infanteria muntada que consistia principalment en thegns i els seus retenidors recolzats per comtes i treballadors. El segon seria la milícia local o fyr'-general responsable de la defensa del districte de la ciutat i del districte i estaria format per homes lliures, com ara petits agricultors arrendataris i els seus propietaris locals. Al segle xi la infanteria es va reforçar amb l'addició d'una força d'elit de huscarlas. No obstant això, investigacions més recents suggereixen que només hi havia un fyrd-escollit, en què l'element muntat era proporcionat per Wessex.
El terme en anglès antic que la Crònica anglosaxona utilitza per a l'exèrcit danès és "here" ("aquí"); Ine de Wessex en el seu codi de llei, publicat cap al 694, proporciona una definició del "here" com "un exèrcit invasor o un grup d'assalt que conté més de trenta-cinc homes", tot i que els termes "here" i "fyrd" s'utilitzen indistintament en fonts posteriors pel que fa a la milícia anglesa.
Els llogaters de l'Anglaterra anglosaxona tenien una triple obligació en funció de la seva propietat; les anomenades "càrregues comunes" del servei militar, el treball de la fortalesa i la reparació de ponts. Fins i tot quan es concedia a un propietari de terres exempcions d'altres serveis reials, es reservaven aquests tres deures. Un exemple d'això es troba en una carta del 858 on Æthelberht de Kent va fer un intercanvi de terres amb el seu germà Wulflaf. Estipula que les terres de Wulflaf haurien d'estar lliures de tots els serveis reials i càrregues seculars, excepte el servei militar, la construcció de ponts i els treballs de fortalesa.
Segons les lleis de Canut:
| « | Si algú descuida la reparació de fortaleses o ponts o el servei militar, en pagarà 120 com a compensació al rei en districtes segons la llei anglesa, i l'import fixat per les regulacions existents al Danelaw ... | » |

## Organització
Anglaterra havia patit incursions dels vikings a partir de finals del segle viii, inicialment principalment als monestirs. El primer monestir que va ser atacat va ser el 793 a Lindisfarne, a la costa nord-est, amb la Crònica anglosaxona que descrivia els vikings com a homes pagans. Les incursions van continuar fins a la dècada del 860, quan en lloc d'assaltar els vikings van canviar les seves tàctiques i van enviar un gran exèrcit a envair Anglaterra. Aquest exèrcit va ser descrit per la Crònica anglosaxona com un "Gran exèrcit pagà". Els danesos van ser derrotats finalment per Alfred el Gran a la batalla d'Edington el 878. Va ser seguit pel tractat d'Alfred i Guthrum, segons el qual Anglaterra es dividia entre els anglosaxons de Wessex i els vikings s. No obstant això, va continuar existint una amenaça per part d'un altre exèrcit danès que estava actiu al continent. L'exèrcit viking al continent va animar Alfred a protegir el seu Regne de Wessex. Va construir una armada, va reorganitzar l'exèrcit, va establir una cavalleria i va establir un sistema de ciutats fortificades conegudes com a burhs.
Tots els elements del sistema tenien la finalitat de remeiar els defectes de l'establiment militar de Saxònia Occidental exposats a les incursions i invasions vikingues. Si sota el sistema existent no podia reunir forces prou ràpidament com per a interceptar els assaltadors vikings, la resposta òbvia era tenir una força de camp permanent. Si això comportava la transformació de la frontera de Saxònia Occidental d'un gravamen esporàdic dels homes del rei i els seus seguidors en un exèrcit permanent muntat, així sigui. Si el seu regne no tenia punts forts per impedir el progrés d'un exèrcit enemic, els construiria. Si l'enemic atacava des del mar, els contrarestaria amb el seu propi poder naval. Per mantenir els burhs i l'exèrcit permanent, va establir un sistema de tributació i reclutament que consta en un document, ara conegut com a Burghal Hidage; es detallen trenta-tres ciutats fortificades juntament amb el seu valor imposable (conegut com a pells). Característicament, totes les innovacions d'Alfred estaven fermament arrelades a la pràctica tradicional de Saxònia Occidental, basant-se en les tres "càrregues comunes" que tots els posseïdors de terres llibres i de préstecs reials devien a la Corona. On Alfred va revelar el seu geni va ser dissenyar la força del camp i els burhs per formar part d'un sistema militar coherent.
El rei Harold va utilitzar fortament el fyrd el 1066, per exemple per resistir la invasió de Harald Hardrada i de Guillem de Normandia.
Enric I d'Anglaterra, el rei anglonormand que va prometre en la seva coronació restaurar les lleis d'Eduard el Confessor i que es va casar amb una princesa escocesa amb els avantpassats reials de Saxònia Occidental, va convocar el fyrd per complementar els seus tributs feudals, com a exèrcit de tots Anglaterra, segons informa Orderic Vitalis, per contrarestar les invasions avortades del seu germà Robert Curthose, tant a l'estiu de 1101 com a la tardor de 1102.
Una vista de l'organització militar americana primerenca, considerat el fyrd el principi abstracte per a la defensa de la Virginia colonial.